# Пронуклеус
Пронуклеусы (лат. pronucleus от др.-греч. προ «пред» и лат. nucleus «ядро», то есть «предшественник ядра») — гаплоидные ядра гамет в составе зиготы (гаплоидные ядра зиготы). В процессе оплодотворения в яйцеклетке формируется два клеточных ядра — мужское и женское. Женское ядро (женский пронуклеус) образуется из генетического материала яйцеклетки и несёт «материнские» хромосомы. Мужское ядро (мужской пронуклеус) образуется из ядра проникшего в яйцеклетку сперматозоида и несёт «отцовские» хромосомы. Мужской пронуклеус не гомологичен ядру сперматозоида, поскольку после проникновения в яйцеклетку ядро сперматозоида разрушается (ядерная оболочка растворяется, хроматин деконденсируется, белки-протамины ядерного хроматина мужского происхождения удаляются и заменяются белками-гистонами материнского происхождения, ядерная оболочка выстраивается заново из материала яйцеклетки). Пронуклеусы образуются на некотором удалении друг от друга, но вскоре начинают сближение. У ряда видов животных (например, у аскарид) сближение пронуклеусов происходит по спиралевидной траектории и обозначается устойчивым выражением «танец пронуклеусов». После сближения пронуклеусов происходит объединение хромосом матери и отца в единый генотип эмбриона. Лишь у немногих групп животных (например, иглокожие, в том числе классический объект эмбриологии — морской ёж) объединение хромосом происходит в форме слияния пронуклеусов в общее ядро зиготы (с образованием общей ядерной оболочки) — синкарион. У большинства животных (и человека) слияния пронуклеусов не наблюдается, после сближения мужского и женского пронуклеусов их ядерные оболочки растворяются, и хромосомы выстраиваются в метафазную пластинку первого клеточного деления зиготы. Таким образом, в зиготе объединение материнских и отцовских хромосом происходит в форме образования общей метафазной пластинки.

## Пронуклеусы у человека
В зиготе человека пронуклеусы становятся видны в световой микроскоп спустя 12-14 часов после проникновения сперматозоида в яйцеклетку. Пронуклеусы формируются вблизи друг от друга, их сближение не имеет сложный характер (о «танце пронуклеусов» применительно к человеку не говорят). Спустя 19-22 часа после проникновения сперматозоида ядерные мембраны пронуклеусов исчезают и формируется метафазная пластинка. Ещё спустя 3-4 часа происходит деление зиготы.
Наблюдение за пронуклеусами человека стало возможным благодаря технологии экстракорпорального оплодотворения, когда оплодотворение и раннее развитие человека происходит в инкубаторе. При использовании этой медицинской технологии наблюдение пронуклеусов имеет важное значение — по количеству и внешнему виду пронуклеусов оценивают жизнеспособность или патологичность формирующегося эмбриона. В нормально сформированной зиготе наблюдаются два пронуклеуса (мужской и женский), они имеют относительно равные размеры, сближены, в пронуклеусах сформированы ядрышки (так называемые «пронуклеоли» или «проядрышки»), которые внутри пронуклеусов представлены в определенном количестве и расположены определенным образом. На основе внешнего вида пронуклеусов разработаны системы оценки жизнеспособности эмбрионов человека. Наиболее распространена система оценки Яна Тесарика. Менее известна система оценки Линетты Скотт.
Патологии формирования пронуклеусов многообразны. Присутствие в зиготе одного пронуклеуса может свидетельствовать о партеногенетической активации яйцеклетки (активация без участия сперматозоида). Наличие трёх пронуклеусов является признаком аномального оплодотворения: либо в яйцеклетку проникли два сперматозоида, либо третий пронуклеус сформирован из материала невыделившегося второго полярного тельца; также возможны случаи формирования лишнего пронуклеуса путём аномального формирования ядерной мембраны (то есть фактически материал двух пронуклеусов распределяется по трем ядрам). Эмбрионы, образующиеся из трипронуклеарных зигот, зачастую являются триплоидными, несут аномальный тройной набор хромосом. Такие эмбрионы нежизнеспособны и обычно погибают до имплантации. Но в редких случаях триплоидные эмбрионы имплантируются в матку женщины. Беременность, возникшая в результате имплантации триплоидного эмбриона всегда патологична. Если имплантируется триплоидный эмбрион, образовавшийся из зиготы, несшей два женских пронуклеуса и один мужской, то сформированный плод характеризуется задержкой роста, макроцефалией, слабым развитием плаценты, беременность заканчивается спонтанным выкидышем. Если имплантируется триплоидный эмбрион, образовавшийся из зиготы, несшей два мужских пронуклеуса и один женский, то вместо нормального плода формируется неполный пузырный занос — гипертрофированное разрастание ткани трофобласта, склонной к малигнизации. В 15-20 % случаев пузырный занос перерождается в «трофобластическую болезнь», в том числе в хориокарциному, ведет себя как злокачественная опухоль, то есть внедряется в здоровые ткани и дает метастазы. В этой связи анализ морфологии пронуклеусов в зиготе человека имеет большое значение в технологии экстракорпорального оплодотворения, не рекомендуется переносить в матку женщины эмбрионы с тремя пронуклеусами. При естественном оплодотворении трипронуклеарные зиготы также формируются, около 10 % спонтанных выкидышей приходится на триплоидные эмбрионы.